# Crataegus pubescens
Crataegus pubescens là loài thực vật có hoa trong họ Hoa hồng. Loài này được (C. Presl) C. Presl mô tả khoa học đầu tiên năm 1826.

## Hình ảnh

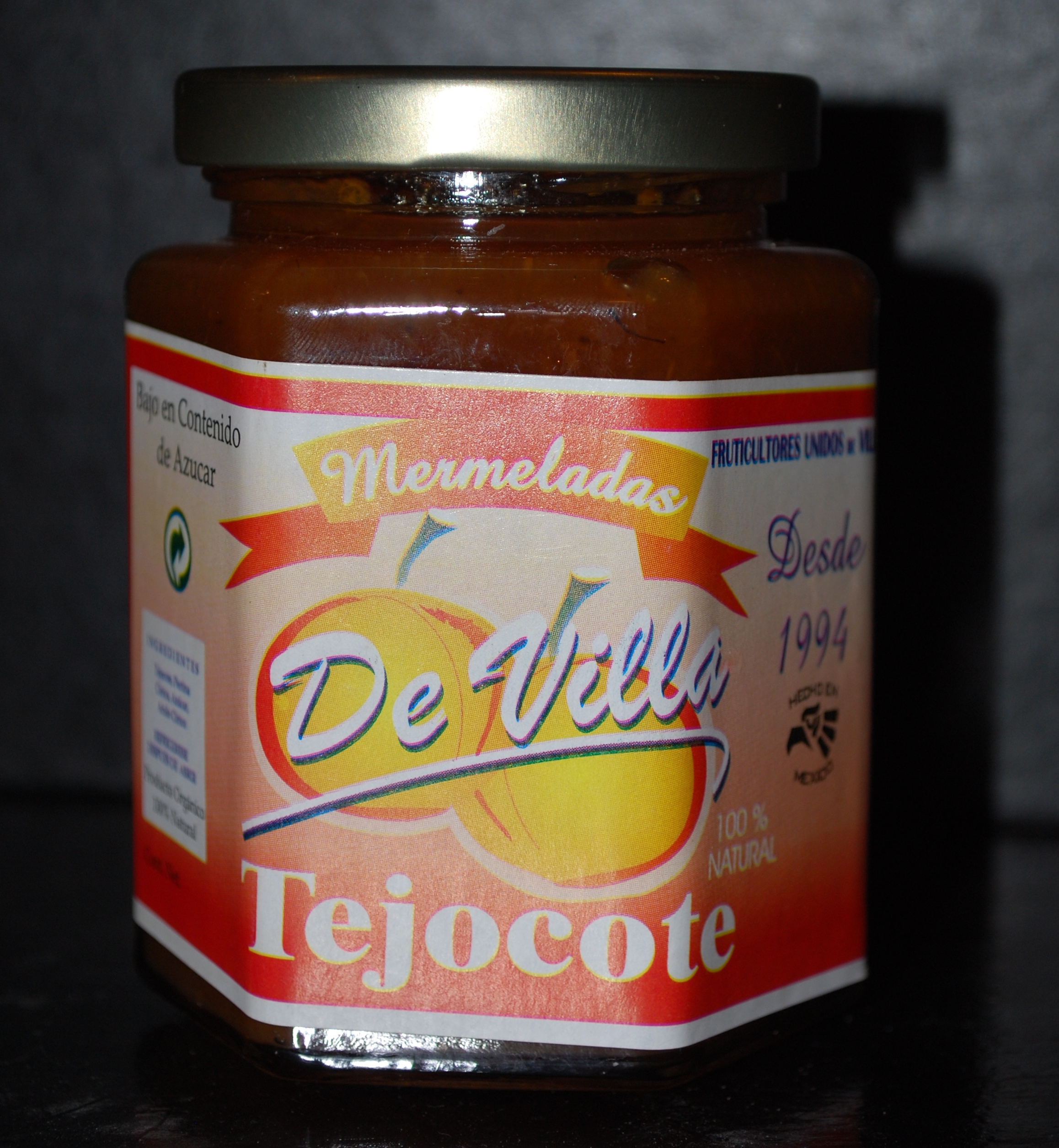
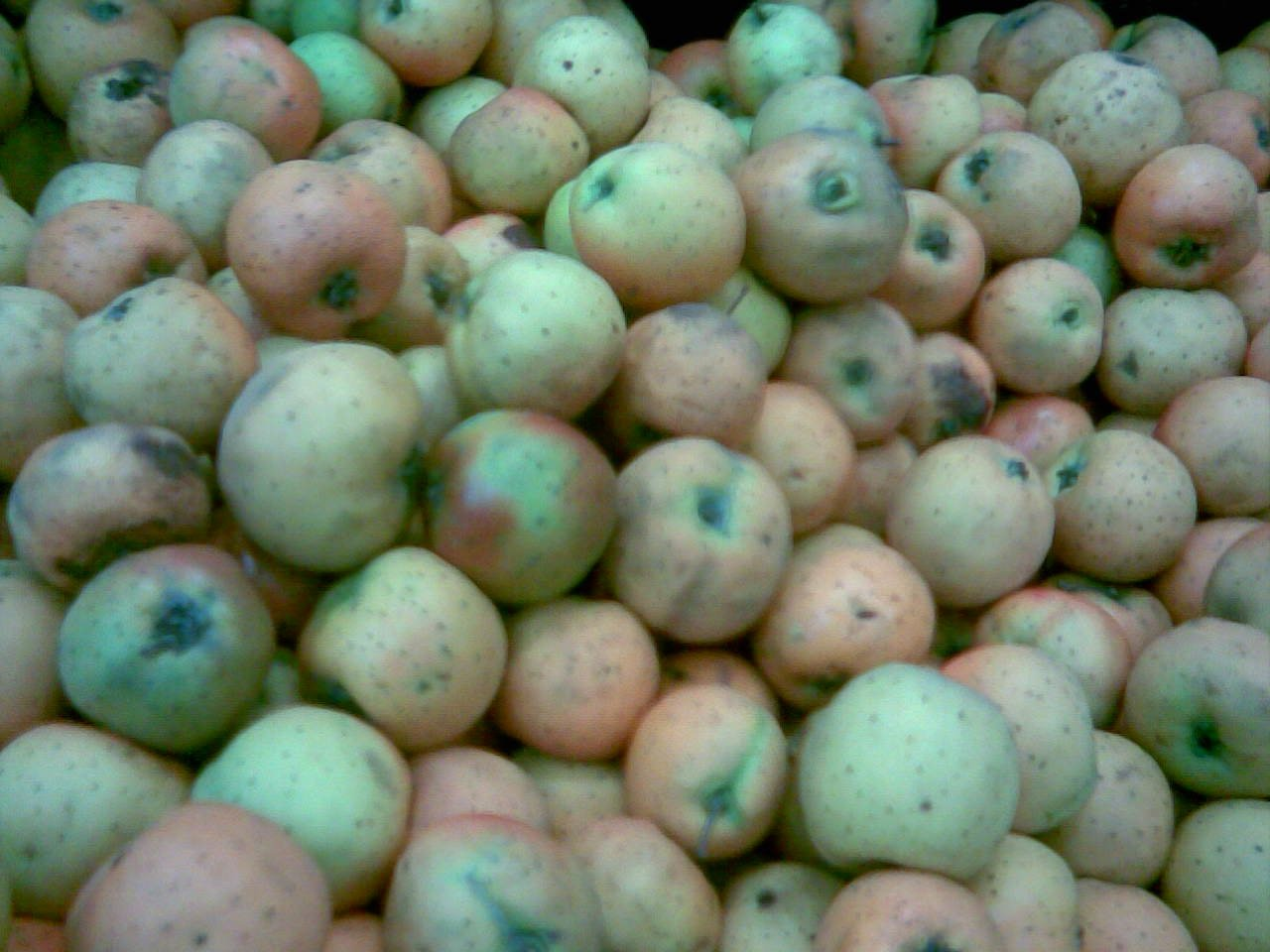